# Walter Kiwit
Walter Kiwit (* 27. Juli 1931 in Wanne-Eickel) war Oberkreisdirektor des Rhein-Sieg-Kreises.

## Leben
Nach seinem Studium der Rechtswissenschaft in Münster und Freiburg im Breisgau wurde er 1964 in Münster mit der Arbeit Fehlurteile im Strafrecht. Entstehung, Gesetzmäßigkeiten und Möglichkeiten zur Vermeidung, untersucht an Wiederaufnahmeverfahren im Oberlandesgerichtsbezirk Hamm aus der Zeit von 1950–1958 promoviert. Anschließend war er in Neubeckum, Köln und Erftstadt tätig.
Seit dem 1. September 1970 war er im Rhein-Sieg-Kreis als Dezernent tätig. In seinen Bereich fielen das Ordnungsamt sowie das Schul- und Kulturamt. 1977 wurde er zum Kreisdirektor gewählt und übernahm zusätzlich das Sozial- und Jugendamt.
1983 wurde Kiwit vom Kreistag für acht Jahre zum Oberkreisdirektor gewählt. 1991 wurde er wiedergewählt und übernahm zusätzlich das Sozial- und Jugendamt. Von 1984 bis 2000 war Kiwit ehrenamtlicher Kreisverbandsvorsitzender des Deutschen Roten Kreuzes.
Auf eigenen Wunsch ging er am 31. Oktober 1994 vorzeitig in den Ruhestand. Nach seiner Pensionierung war er bis 2001 Geschäftsführer des Verbandes der  kommunalen RWE Aktionäre – VKA – außerdem war er bis 2013 Vorsitzender der Züchterzentrale des  Rhein-Sieg-Kreises.
Walter Kiwit ist der Sohn des früheren Oberbürgermeisters von Wanne-Eickel, Wilhelm Kiwit.

## Ehrungen
- 1968: Helferzeichen in Gold des Technischen Hilfswerks
- 1971: Offizierskreuz Pro Merito Melitensis des souveränen Malteserordens
- 1972: Ehrenzeichen des Deutschen Roten Kreuzes
- 1973: Deutsches Feuerwehr-Ehrenkreuz in Silber
- 1990: Verdienstkreuz am Bande des Verdienstordens der Bundesrepublik Deutschland
- 1994: Goldene Plakette der Landwirtschaftskammer Rheinland
- 2004: Verdienstkreuz 1. Klasse des Verdienstordens der Bundesrepublik Deutschland